# The Southport School
The Southport School (TSS) est une école privée, anglicane, pour externes et internes, pour garçons, située à Southport, une banlieue de Gold Coast dans le Queensland en Australie, fondée en 1901.
C'est la plus ancienne école anglicane de Gold Coast.

## Directeurs

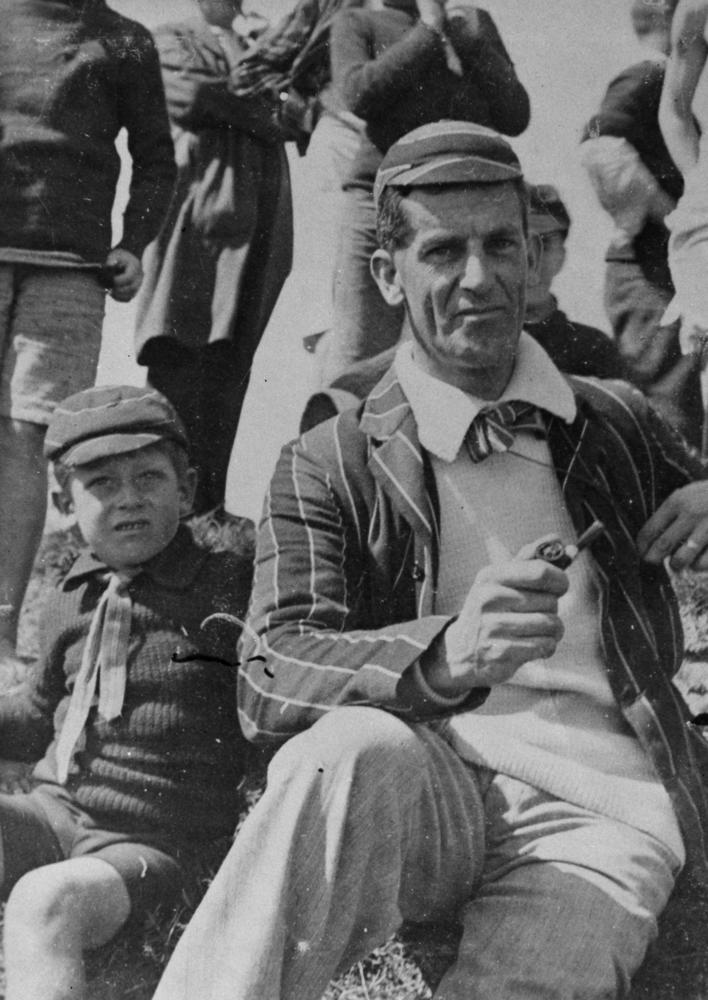
Rév. Horace H. Dixon et son fils en 1907.

| Période        | Renseignements                  |
| -------------- | ------------------------------- |
| 1901 – 1929    | Rt. Rev. Horace Henry Dixon OBE |
| 1930 – 1935    | Bertram George Lawrance         |
| 1936 – 1940    | Rev. Verney Lovett Johnstone    |
| 1941 – 1950    | John Norman Radcliffe           |
| 1950 – 1971    | Cecil Garton Pearce, OBE        |
| 1972 – 1987    | John Henry Day, AM              |
| 1988 – 2003    | Bruce Alexander Cook, OAM       |
| 2004 – présent | Greg Wain                       |

## Source de la traduction
- (en) Cet article est partiellement ou en totalité issu de l’article de Wikipédia en anglais intitulé « The Southport School » (voir la liste des auteurs).